# Dlouhá Lhota, Příbram
Dlouhá Lhota là một làng thuộc huyện Příbram, vùng Středočeský, Cộng hòa Séc.